# Drahlov (Kroměříž)
Drahlov je vesnice, část okresního města Kroměříž. Nachází se asi 4,5 km na jih od Kroměříže. Je zde evidováno 59 adres. Trvale zde žije 127 obyvatel. Předsedou osadního výboru je Marek Palička.
Drahlov leží v katastrálním území Drahlov u Jarohněvic o rozloze 1,7 km2.
Obcí prochází železniční trať Kroměříž - Zborovice a protéká říčka Kotojedka.

## Historie
V nejstarších dobách se osada jmenovala Dražejovice, Dražovice, Dražůvky.
O Dražůvkách se píše až do roku 1521, kdy je uvedeno jméno Drahlov a tento název byl znovu potvrzen v roce 1540.
Celá osada byla spojena s Šelešovicemi, jen jeden usedlík patřil do Jarohněvic.
Teprve Jan ze Zástřizel od sebe oddělil Drážovice a Šelešovice. Před rokem 1460 prodal Šelešovice Smilovi z Věžek a Dražovice si ponechal.
Ty pak prodal v roce 1464 Janovi z Čihůvce a Čihovic, po jehož smrti spadly Dražovice jako odúmrť na krále Jiřího z Poděbrad.
Ten je listinou daroval v roce 1467 svému věrnému milému notáři Václavovi z Kroměříže.
Pak přešli na olomouckého biskupa Stanislava Turzu a od té doby byla větší část osady spojena s kroměřížským statkem.

## Obyvatelstvo

### Struktura
Vývoj počtu obyvatel za celou obec i za jeho jednotlivé části uvádí tabulka níže, ve které se zobrazuje i příslušnost jednotlivých částí k obci či následné odtržení.
| Místní části   | Místní části | 1869 | 1880 | 1890 | 1900 | 1910 | 1921 | 1930 | 1950 | 1961 | 1970 | 1980 | 1991 | 2001 | 2011 |
| -------------- | ------------ | ---- | ---- | ---- | ---- | ---- | ---- | ---- | ---- | ---- | ---- | ---- | ---- | ---- | ---- |
| Počet obyvatel | část Drahlov | 181  | 189  | 199  | 184  | 168  | 191  | 166  | 159  | 183  | 160  | 125  | 95   | 127  | 139  |
| Počet domů     | část Drahlov | 28   | 32   | 34   | 34   | 34   | 33   | 35   | 42   | 41   | 40   | 41   | 48   | 48   | 53   |

## Pamětihodnosti

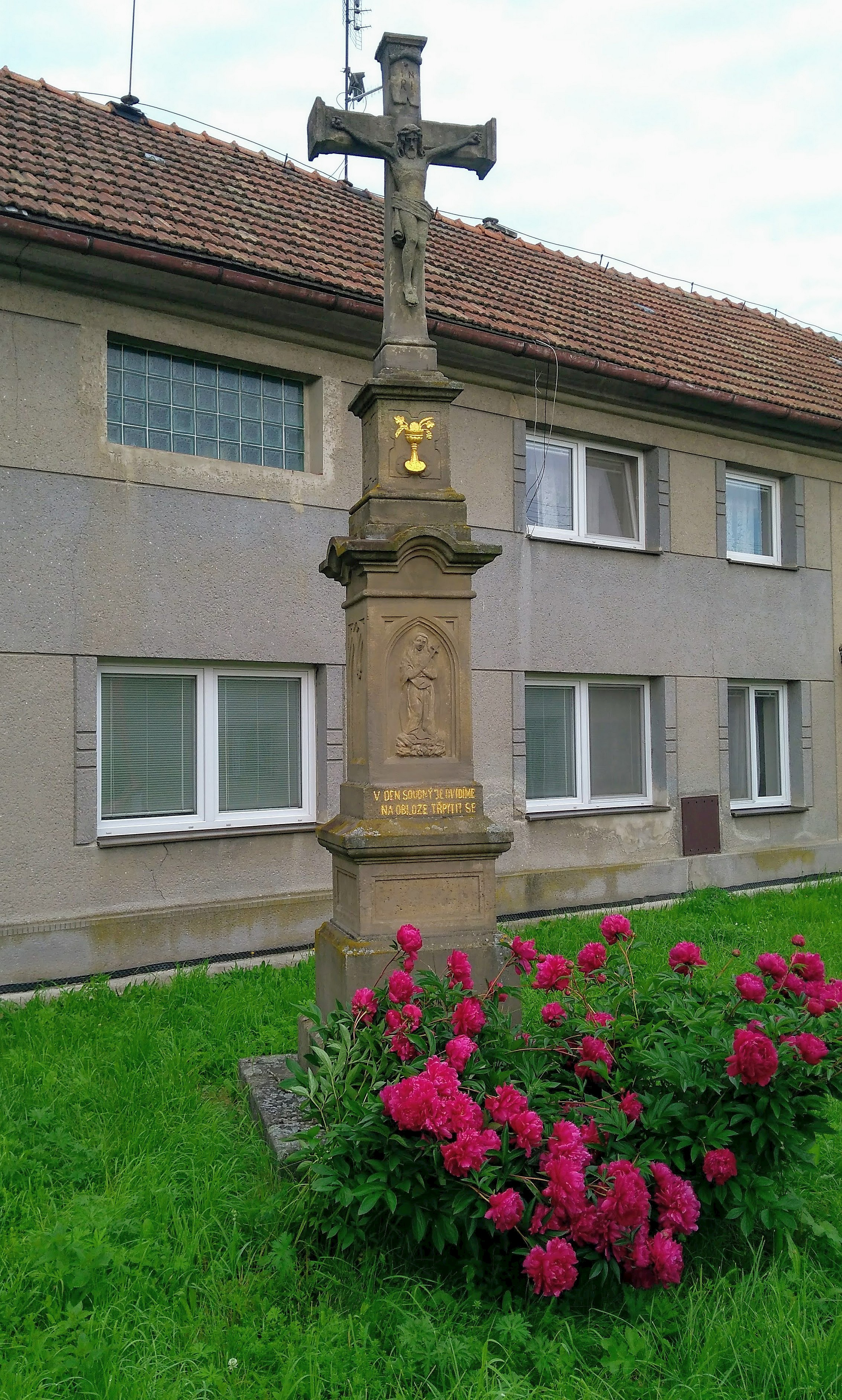
Mohylník, archeologické naleziště v lese Obora v k.ú. Kotojedy
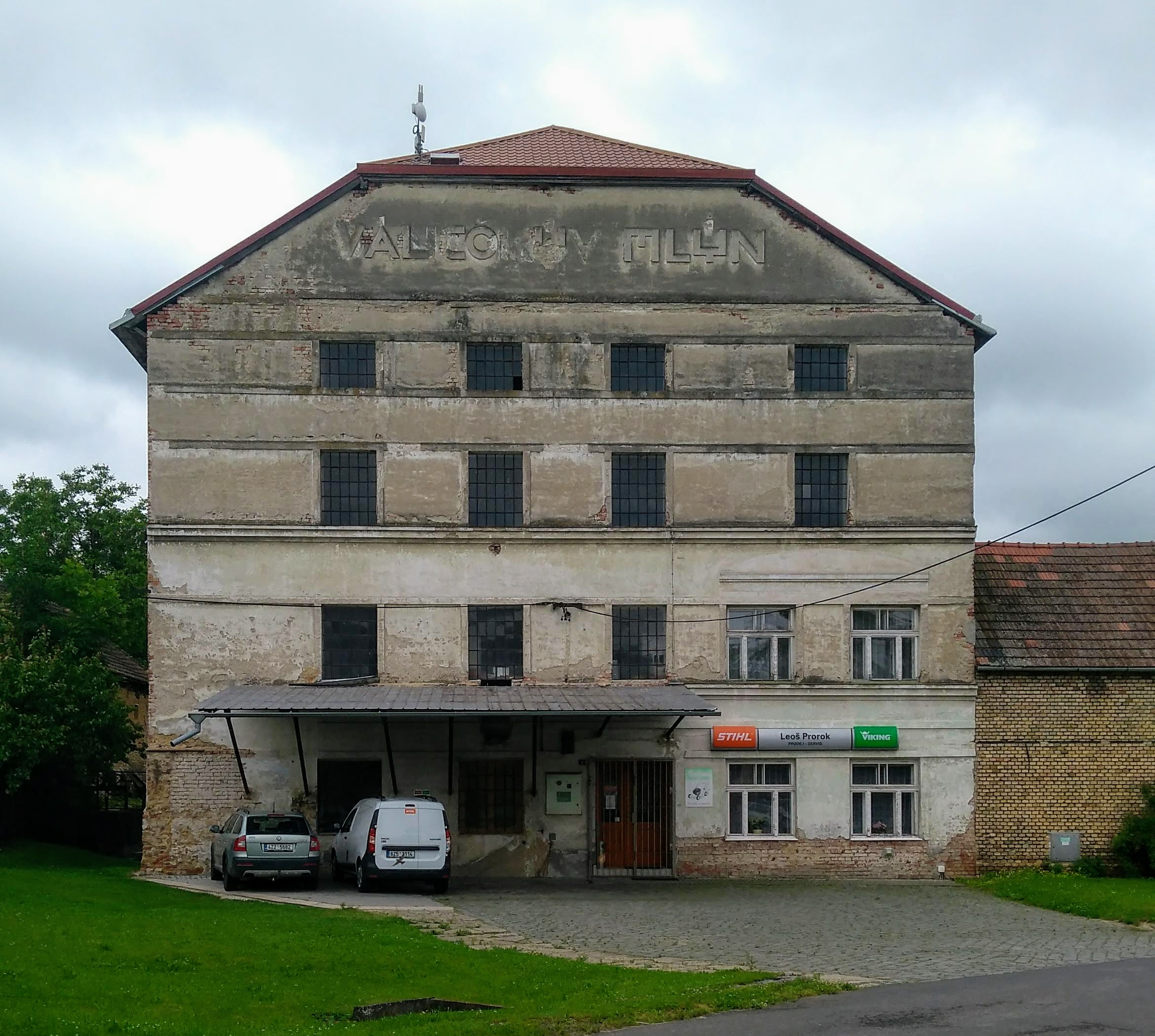
Kříž pod zvonicí u mlýna
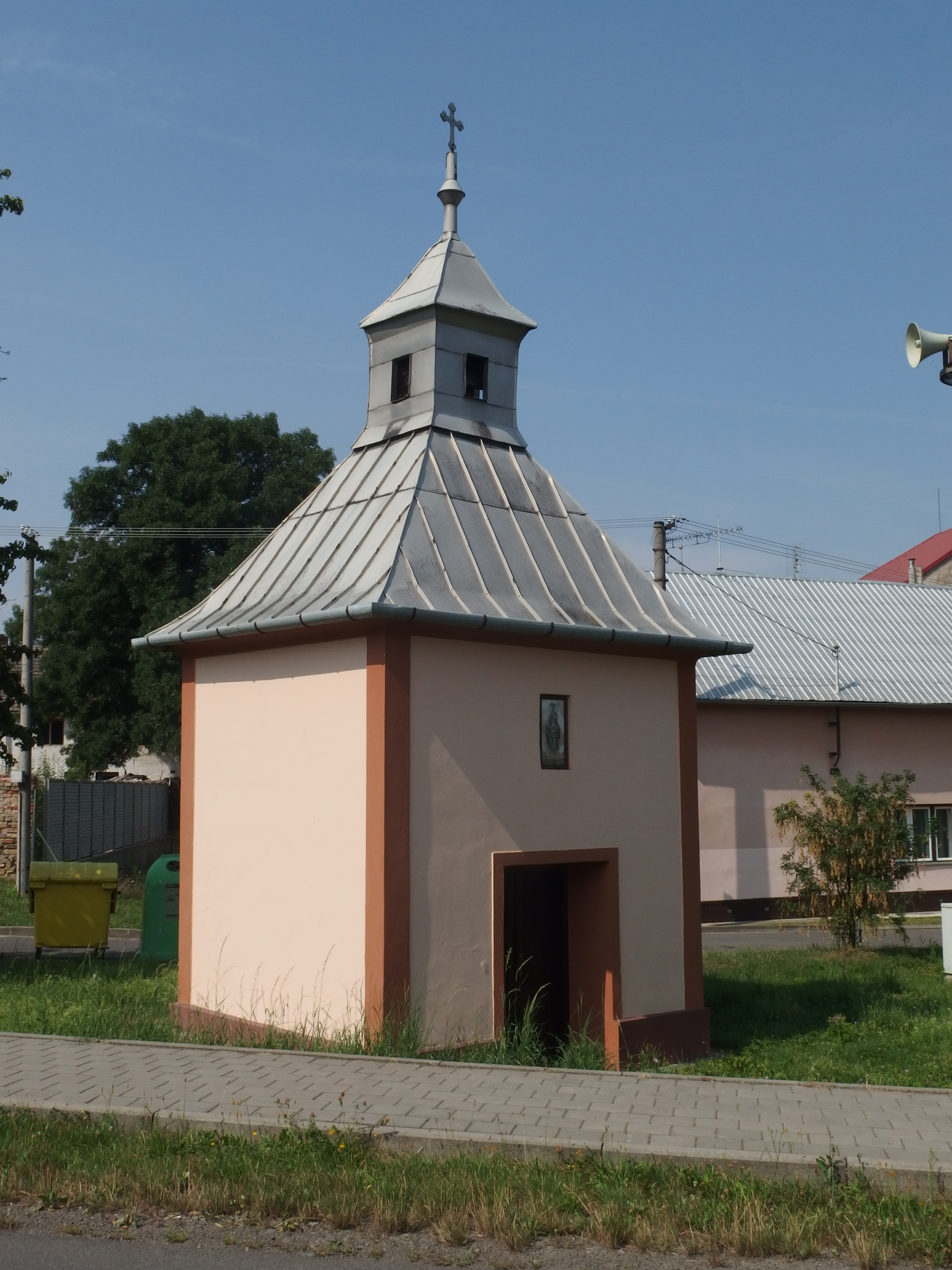
Kříž u zvonice na návsi
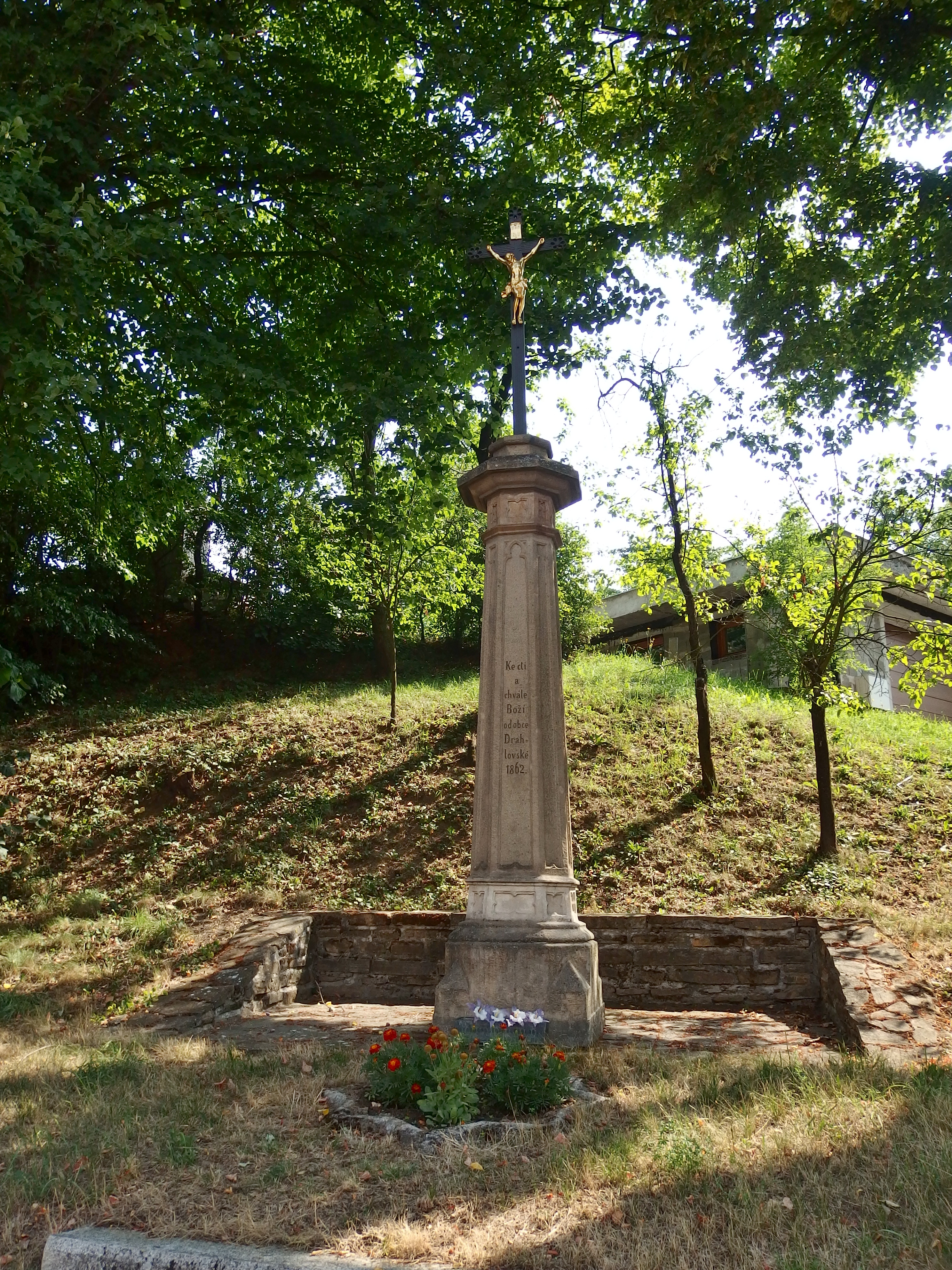
Kříž u cesty směrem na Zlámanku
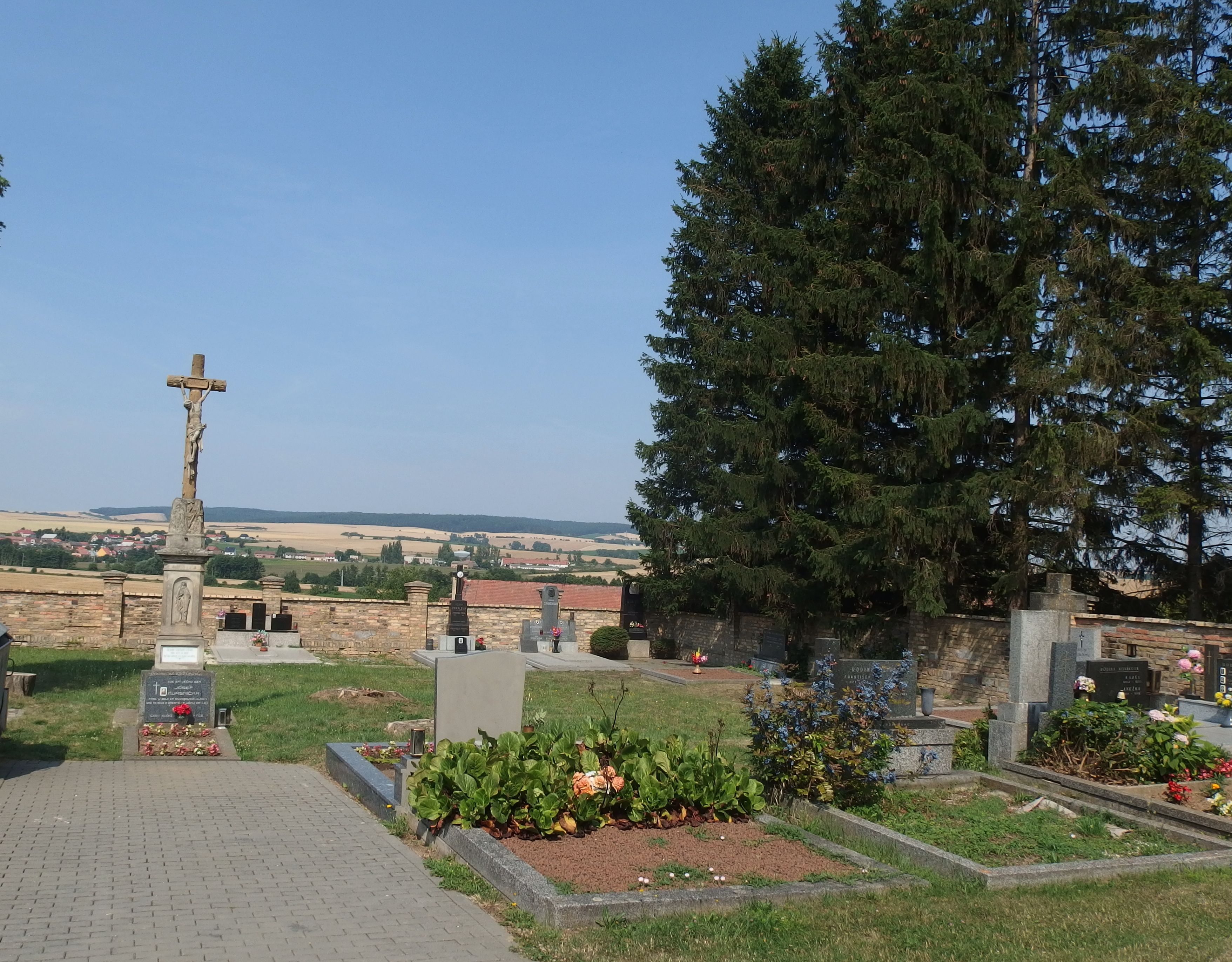
Kříž na hřbitově

- Kříž pod zvonicí u mlýna
- Bývalý válcový mlýn na Kotojedce
- Zvonice na návsi
- Kříž u cesty směrem na Zlámanku
- Kříž na hřbitově